# Trgovački sudovi u Hrvatskoj
Trgovački sudovi u Republici Hrvatskoj dio su sudbene vlasti, koji su kao specijalizirani sudovi ovlašteni odlučivati u onim sporovima koji su zakonom stavljeni u njihov djelokrug.

## Ovlasti trgovačkih sudova
Provode suđenja u parničnome postupku u prvome stupnju u trgovačkim sporovima, sporovima u povodu osnivanja, rada, prestanka i članstva u trgovačkim društvima, plovidbenim, zrakoplovnim i autorskim sporovima i sporovima o zaštiti i uporabi izuma, ali i u drugim sporovima.
Iako samo neki od njih sude u rješavanju sporova koji se tiču brodova i plovidbe na moru i unutarnjim vodama i sporova na koje se primjenjuju propisi pomorskog prava, kao i sporova koji se odnose na zaštitu i uporabu pronalazaka, uzoraka, modela i žigova, prava na uporabu tvrtke i sporova iz automatskog prava.
Pored toga, prvostupanjski trgovački sudovi provode stečajne postupke, likvidacije, postupke gospodarskih prijestupa, vode sudske registre u koje se upisuju trgovačka društva, provode izvanparnične i ovršne postupke te obavljaju druge poslove određene zakonom (pravosudna uprava, ostvarivanje prava na pristup informacijama i sl.).
Visoki trgovački sud Republike Hrvatske ustanovljen je kao drugostupanjski sud za područje cijele Republike Hrvatske sa sjedištem u Zagrebu.

## Popis trgovačkih sudova
Od 30. prosinca 2010. postoji sedam trgovačkih sudova u Hrvatskoj.
1. Trgovački sud u Bjelovaru, za područja: Bjelovarsko-bilogorske i Virovitičko-podravske županije;
2. Trgovački sud u Osijeku, za područja: Osječko-baranjske, Vukovarsko-srijemske, Brodsko-posavske i Požeško-slavonske županije;
3. Trgovački sud u Rijeci, za područja: Primorsko-goranske, Istarske i Ličko-senjske županije;
4. Trgovački sud u Splitu, za područja: Splitsko-dalmatinske i Dubrovačko-neretvanske županije;
5. Trgovački sud u Varaždinu, za područja: Varaždinske, Međimurske i Koprivničko-križevačke županije;
6. Trgovački sud u Zadru, za područja: Zadarske i Šibensko-kninske županije;
7. Trgovački sud u Zagrebu, za područja: Karlovačke, Sisačko-moslavačke, Krapinsko-zagorske i Zagrebačke županije i Grada Zagreba.

Do 2010. postojali su ovi sudovi:
1. Trgovački sud u Bjelovaru
2. Trgovački sud u Dubrovniku
3. Trgovački sud u Karlovcu
4. Trgovački sud u Osijeku
5. Trgovački sud u Pazinu
6. Trgovački sud u Rijeci
7. Trgovački sud u Sisku
8. Trgovački sud u Slavonskome Brodu
9. Trgovački sud u Splitu
10. Trgovački sud u Šibeniku
11. Trgovački sud u Varaždinu
12. Trgovački sud u Zadru
13. Trgovački sud u Zagrebu

Visoki trgovački sud Republike Hrvatske, koji je ustanovljen za područje Republike Hrvatske; ima sjedište u Zagrebu.

### Prijašnji ustroj trgovačkih sudova
Do 16. srpnja 1997. postojali su samo:

1. Trgovački sud u Bjelovaru,
2. Trgovački sud u Karlovcu,
3. Trgovački sud u Osijeku,
4. Trgovački sud u Rijeci,
5. Trgovački sud u Slavonskome Brodu,
6. Trgovački sud u Splitu,
7. Trgovački sud u Varaždinu,
8. Trgovački sud u Zagrebu,

te Visoki trgovački sud Republike Hrvatske sa sjedištem u Zagrebu

### Okružni privredni sudovi
1. Okružni privredni sud u Bjelovaru
2. Okružni privredni sud u Karlovcu
3. Okružni privredni sud u Osijeku
4. Okružni privredni sud u Rijeci
5. Okružni privredni sud u Slavonskome Brodu
6. Okružni privredni sud u Splitu
7. Okružni privredni sud u Varaždinu
8. Okružni privredni sud u Zagrebu

te Viši privredni sud Republike Hrvatske sa sjedištem u Zagrebu
Do 22. siječnja 1994. trgovački su se sudovi nazivali okružnim privrednim sudovima, a Visoki trgovački sud bio je do 25. srpnja 1990. Viši privredni sud Socijalističke Republike Hrvatske.